# فرید بزیوئن
فرید بزیوئن (انگلیسی: Farid Beziouen؛ زادهٔ ۱۷ اکتبر ۱۹۸۶) بازیکن فوتبال اهل فرانسه است.
از باشگاه‌هایی که در آن بازی کرده‌است می‌توان به باشگاه فوتبال ستاره سرخ، باشگاه فوتبال القبائل، و باشگاه فوتبال سدان اشاره کرد.